# Vernet (Haute-Garonne)
Pour les articles homonymes, voir Le Vernet.
Vernet, usuellement appelée Le Vernet, est une commune française située dans le centre du département de la Haute-Garonne, en région Occitanie.
Sur le plan historique et culturel, la commune est dans le Lauragais, l'ancien « Pays de Cocagne », lié à la fois à la culture du pastel et à l’abondance des productions, et de « grenier à blé du Languedoc ». Exposée à un climat océanique altéré, elle est drainée par l'Ariège, la Lèze, la Hyse, le Rieutort et par divers autres petits cours d'eau. La commune possède un patrimoine naturel remarquable : un site Natura 2000 (« Garonne, Ariège, Hers, Salat, Pique et Neste »), deux espaces protégés (« la Garonne, l'Ariège, l'Hers Vif et le Salat » et la réserve naturelle régionale Confluence Garonne-Ariège) et trois zones naturelles d'intérêt écologique, faunistique et floristique.
Vernet est une commune rurale qui compte 3 294 habitants en 2022, après avoir connu une forte hausse de la population depuis 1962. Elle est dans l'agglomération de Venerque et fait partie de l'aire d'attraction de Toulouse. Ses habitants sont appelés les Vernetois ou  Vernetoises..
Le patrimoine architectural de la commune comprend un immeuble protégé au titre des monuments historiques : l'ancien moulin à blé, situé au nord de la commune, inscrit en  1988 puis en 1989.

## Géographie

### Localisation
La commune de Vernet se trouve dans le département de la Haute-Garonne, en région Occitanie.
Sur le plan historique et culturel, Vernet fait partie du Lauragais, occupant une vaste zone, autour de l’axe central que constitue le canal du Midi, entre les agglomérations de Toulouse au nord-ouest et Carcassonne au sud-est et celles de Castres au nord-est et Pamiers au sud-ouest. C'est l'ancien « Pays de Cocagne », lié à la fois à la culture du pastel et à l’abondance des productions, et de « grenier à blé du Languedoc ».
Elle se situe à 19 km à vol d'oiseau de Toulouse, préfecture du département, à 9 km de Muret, sous-préfecture, et à 10 km de Portet-sur-Garonne, bureau centralisateur du canton de Portet-sur-Garonne dont dépend la commune depuis 2015 pour les élections départementales.
La commune fait en outre partie du bassin de vie de Venerque.
Les communes les plus proches sont : 
Venerque (1,0 km), Clermont-le-Fort (2,8 km), Labarthe-sur-Lèze (3,3 km), Grépiac (3,4 km), Lagardelle-sur-Lèze (4,2 km), Labruyère-Dorsa (4,2 km), Espanès (5,1 km), Goyrans (5,4 km).
Vernet est limitrophe de six autres communes.
|                     | Labarthe-sur-Lèze | Clermont-le-Fort |
| Lagardelle-sur-Lèze | Vernet            | Venerque         |
|                     | Miremont          | Grépiac          |

### Géologie
La commune de Vernet est établie entre les plaines de l'Ariège en rive gauche et de la Lèze en rive droite.
La superficie de la commune est de 1 007 hectares ; son altitude varie de 157  à   174 mètres.

### Hydrographie

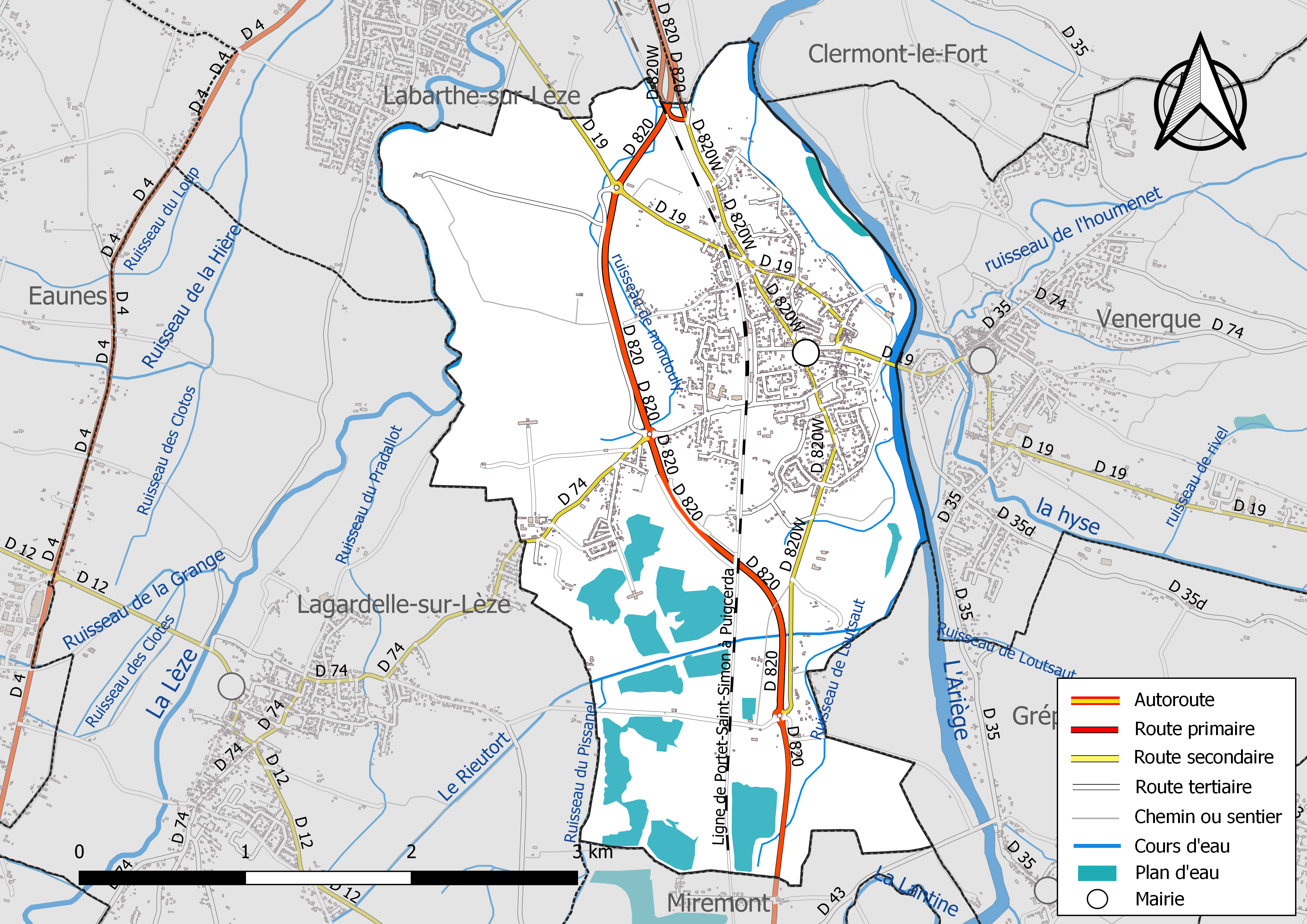
Réseaux hydrographique et routier de Vernet.

La commune est dans le bassin de la Garonne, au sein du bassin hydrographique Adour-Garonne. Elle est drainée par l'Ariège, la Lèze, le Rieutort, le ruisseau de Loutsaut, le ruisseau du Pissanel et par divers petits cours d'eau, constituant un réseau hydrographique de 13 km de longueur totale,.
L'Ariège, d'une longueur totale de 162,91 km, prend sa source dans la commune de Porta (66) et s'écoule vers le nord. Il traverse la commune et se jette dans la Garonne à Portet-sur-Garonne, après avoir traversé 56 communes.
La Lèze, d'une longueur totale de 70,2 km, prend sa source dans la commune de La Bastide-de-Sérou (09) et s'écoule vers le nord. Elle traverse la commune et se jette dans l'Ariège à Labarthe-sur-Lèze, après avoir traversé 20 communes.

### Climat
Pour des articles plus généraux, voir Climat de l'Occitanie et Climat de la Haute-Garonne.
En 2010, le climat de la commune est de type climat du Bassin du Sud-Ouest, selon une étude s'appuyant sur une série de données couvrant la période 1971-2000. En 2020, Météo-France publie une typologie des climats de la France métropolitaine dans laquelle la commune est exposée à un climat océanique altéré et est dans la région climatique Aquitaine, Gascogne, caractérisée par une pluviométrie abondante au printemps, modérée en automne, un faible ensoleillement au printemps, un été chaud (19,5 °C), des vents faibles, des brouillards fréquents en automne et en hiver et des orages fréquents en été (15 à 20 jours).
Pour la période 1971-2000, la température annuelle moyenne est de 13,4 °C, avec une amplitude thermique annuelle de 15,9 °C. Le cumul annuel moyen de précipitations est de 728 mm, avec 9,3 jours de précipitations en janvier et 5,5 jours en juillet. Pour la période 1991-2020, la température moyenne annuelle observée sur la station météorologique la plus proche, située sur la commune de Cugnaux à 14 km à vol d'oiseau, est de 14,3 °C et le cumul annuel moyen de précipitations est de 635,7 mm,. Pour l'avenir, les paramètres climatiques de la commune estimés pour 2050 selon différents scénarios d'émission de gaz à effet de serre sont consultables sur un site dédié publié par Météo-France en novembre 2022.

### Milieux naturels et biodiversité

#### Espaces protégés
La protection réglementaire est le mode d’intervention le plus fort pour préserver des espaces naturels remarquables et leur biodiversité associée,.
Deux espaces protégés sont présents sur la commune : 
- « la Garonne, l'Ariège, l'Hers Vif et le Salat », objet d'un arrêté de protection de biotope, d'une superficie de 1 658,7 ha[21] ;
- la réserve naturelle régionale Confluence Garonne-Ariège, classée en 2015, d'une superficie de 587 ha, qui constitue un lieu patrimonial d’exception en termes écologique et biologique, d’intérêt régional, voire national dans un contexte périurbain prononcé. Parmi les espèces floristiques remarquables, on trouve entre autres, l’utriculaire élevée et le jonc fleuri (espèces affiliées aux zones humides), le silène de France et le grand muflier (inféodées aux milieux prairiaux secs et pauvres), le peigne de Vénus et la nigelle de France (pour les espaces agricoles limitrophes)[22],[23].

#### Réseau Natura 2000

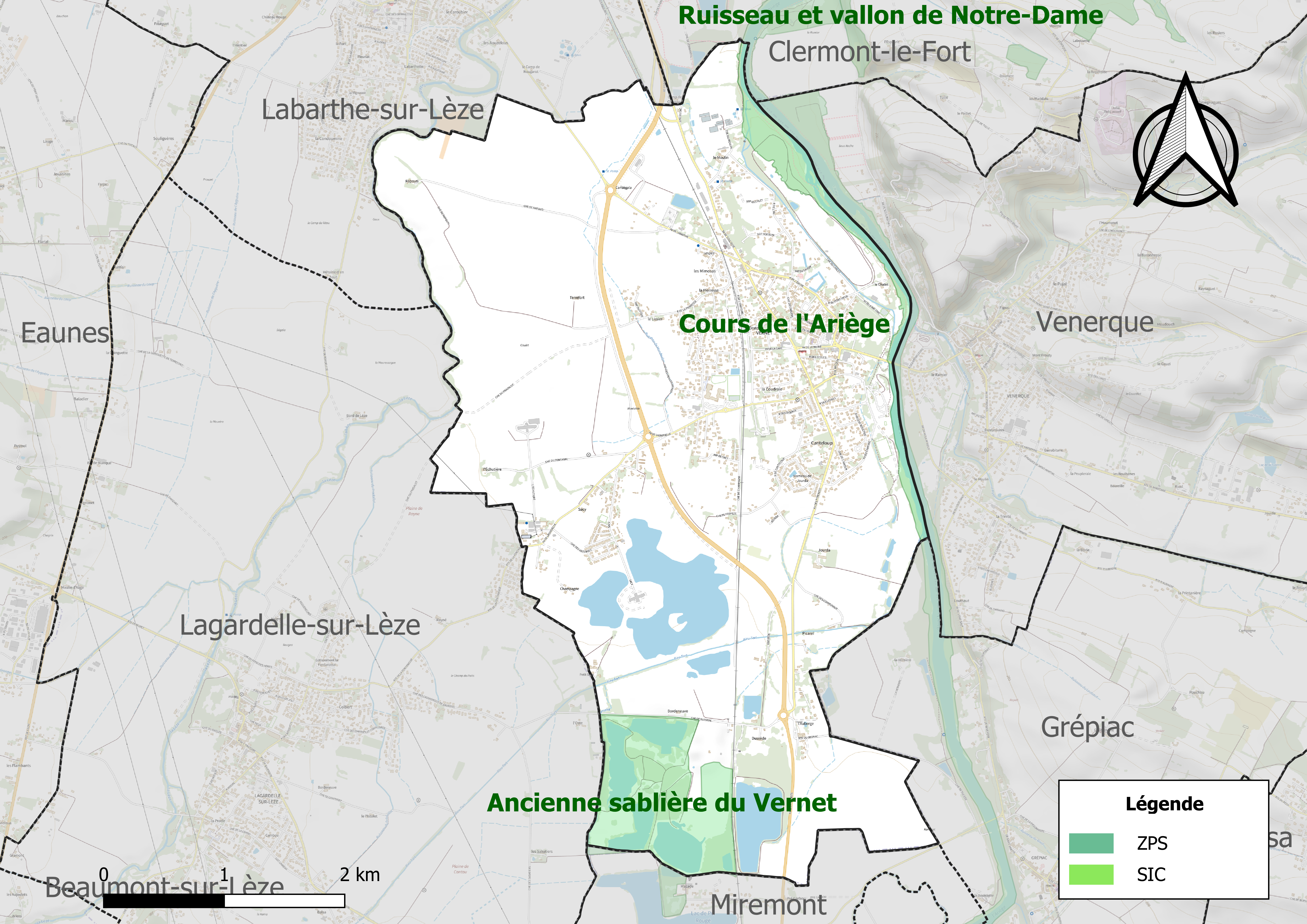
Site Natura 2000 sur le territoire communal.

Le réseau Natura 2000 est un réseau écologique européen de sites naturels d'intérêt écologique élaboré à partir des directives habitats et oiseaux, constitué de zones spéciales de conservation (ZSC) et de zones de protection spéciale (ZPS).
Un site Natura 2000 a été défini sur la commune au titre de la directive habitats : « Garonne, Ariège, Hers, Salat, Pique et Neste », d'une superficie de 9 581 ha, un réseau hydrographique pour les poissons migrateurs, avec des zones de frayères actives et potentielles importantes pour le Saumon en particulier qui fait l'objet d'alevinages réguliers et dont des adultes atteignent déjà Foix sur l'Ariège.

#### Zones naturelles d'intérêt écologique, faunistique et floristique

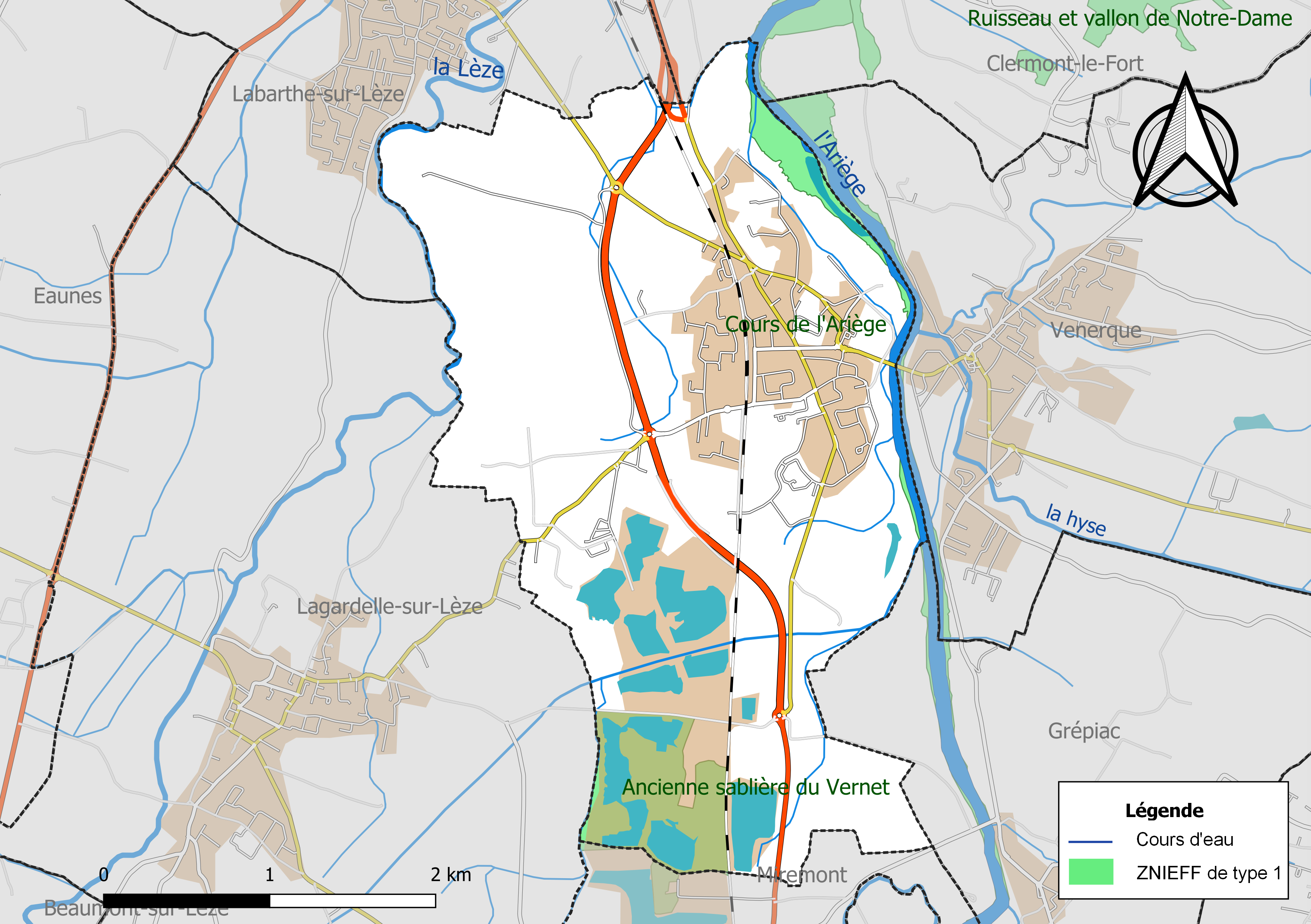
Carte des ZNIEFF de type 1 localisées sur la commune.

L’inventaire des zones naturelles d'intérêt écologique, faunistique et floristique (ZNIEFF) a pour objectif de réaliser une couverture des zones les plus intéressantes sur le plan écologique, essentiellement dans la perspective d’améliorer la connaissance du patrimoine naturel national et de fournir aux différents décideurs un outil d’aide à la prise en compte de l’environnement dans l’aménagement du territoire.
Deux ZNIEFF de type 1 sont recensées sur la commune :
l'« ancienne sablière du Vernet » (67 ha), couvrant 3 communes du département et 
le « cours de l'Ariège » (1 341 ha), couvrant 56 communes dont 43 dans l'Ariège et 13 dans la Haute-Garonne
et une ZNIEFF de type 2, : 
« l'Ariège et ripisylves » (1 975 ha), couvrant 56 communes dont 43 dans l'Ariège et 13 dans la Haute-Garonne.

## Urbanisme

### Typologie
Au 1er janvier 2024, Vernet est catégorisée bourg rural, selon la nouvelle grille communale de densité à sept niveaux définie par l'Insee en 2022.
Elle appartient à l'unité urbaine de Venerque, une agglomération intra-départementale regroupant quatre  communes, dont elle est ville-centre,,. Par ailleurs la commune fait partie de l'aire d'attraction de Toulouse, dont elle est une commune de la couronne,. Cette aire, qui regroupe 527 communes, est catégorisée dans les aires de 700 000 habitants ou plus (hors Paris),.

### Occupation des sols

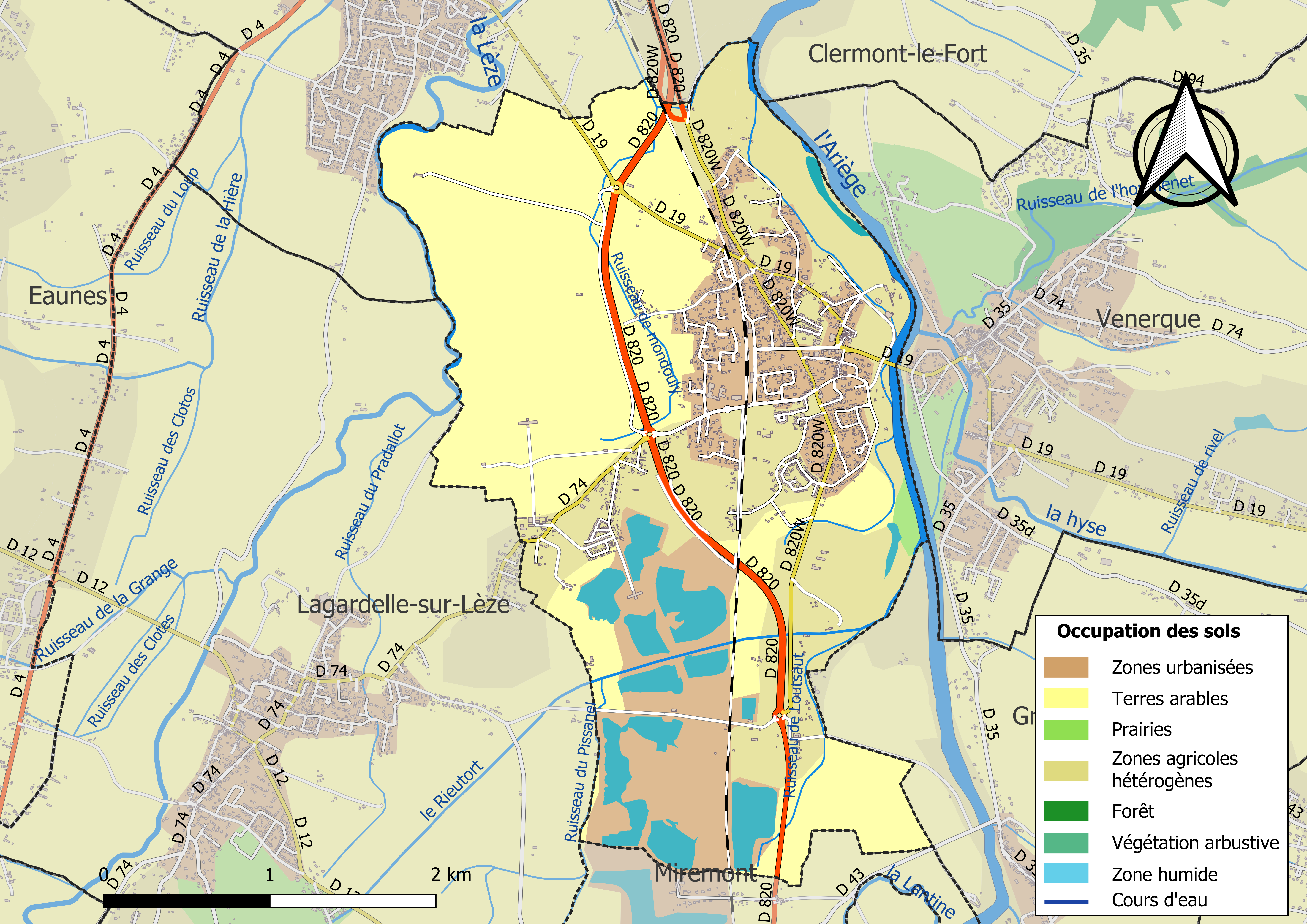
Carte des infrastructures et de l'occupation des sols de la commune en 2018 (CLC).

L'occupation des sols de la commune, telle qu'elle ressort de la base de données européenne d’occupation biophysique des sols Corine Land Cover (CLC), est marquée par l'importance des territoires agricoles (71,4 % en 2018), en diminution par rapport à 1990 (85,1 %). La répartition détaillée en 2018 est la suivante : 
terres arables (44 %), zones agricoles hétérogènes (26,7 %), zones urbanisées (12,8 %), eaux continentales (10,5 %), mines, décharges et chantiers (5,4 %), prairies (0,7 %). L'évolution de l’occupation des sols de la commune et de ses infrastructures peut être observée sur les différentes représentations cartographiques du territoire : la carte de Cassini (XVIIIe siècle), la carte d'état-major (1820-1866) et les cartes ou photos aériennes de l'IGN pour la période actuelle (1950 à aujourd'hui).

### Voies de communication et transports

#### Voies de communication
Accès par la route départementale 820 (ex-route nationale 20).

#### Transports

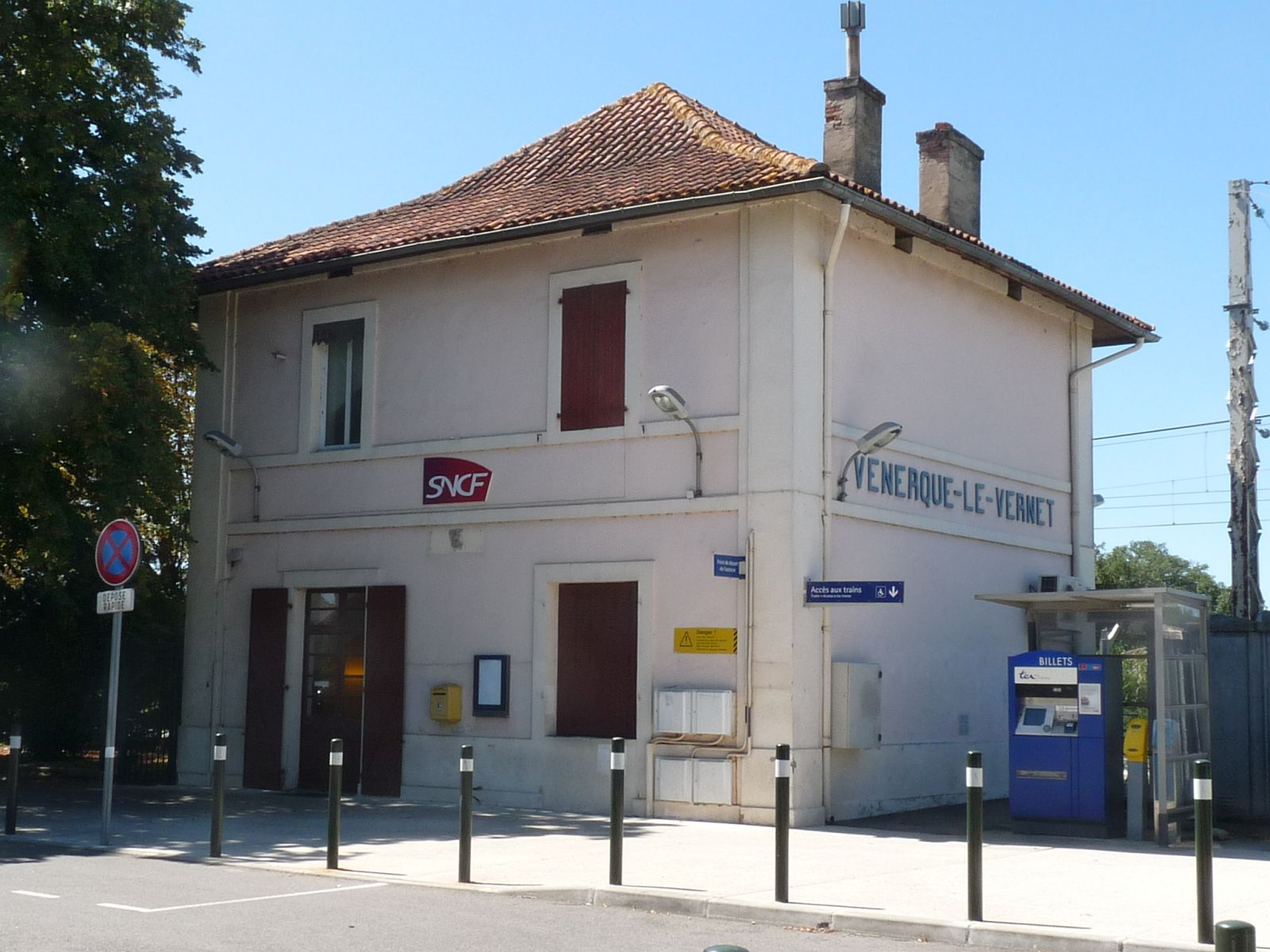
La gare

La commune compte une gare sur son territoire, la gare de Venerque - Le Vernet, sur la ligne de Portet-Saint-Simon à Puigcerda (frontière), desservie quotidiennement par des TER Occitanie effectuant des missions entre les gares de Toulouse-Matabiau, Foix et Ax-les-Thermes.
La ligne 318 du réseau Arc-en-Ciel relie la commune à la gare routière de Toulouse depuis Mazères.
L'aéroport le plus proche est l'aéroport Toulouse-Blagnac.

### Risques majeurs
Le territoire de la commune de Vernet est vulnérable à différents aléas naturels : météorologiques (tempête, orage, neige, grand froid, canicule ou sécheresse), inondations, mouvements de terrains et séisme (sismicité très faible). Il est également exposé à un risque technologique, la rupture d'un barrage. Un site publié par le BRGM permet d'évaluer simplement et rapidement les risques d'un bien localisé soit par son adresse soit par le numéro de sa parcelle.

#### Risques naturels
Certaines parties du territoire communal sont susceptibles d’être affectées par le risque d’inondation par débordement de cours d'eau, notamment la Lèze et la Hyse. La commune a été reconnue en état de catastrophe naturelle au titre des dommages causés par les inondations et coulées de boue survenues en 1982, 1992, 1993, 1996, 1999, 2000, 2009 et 2022,.

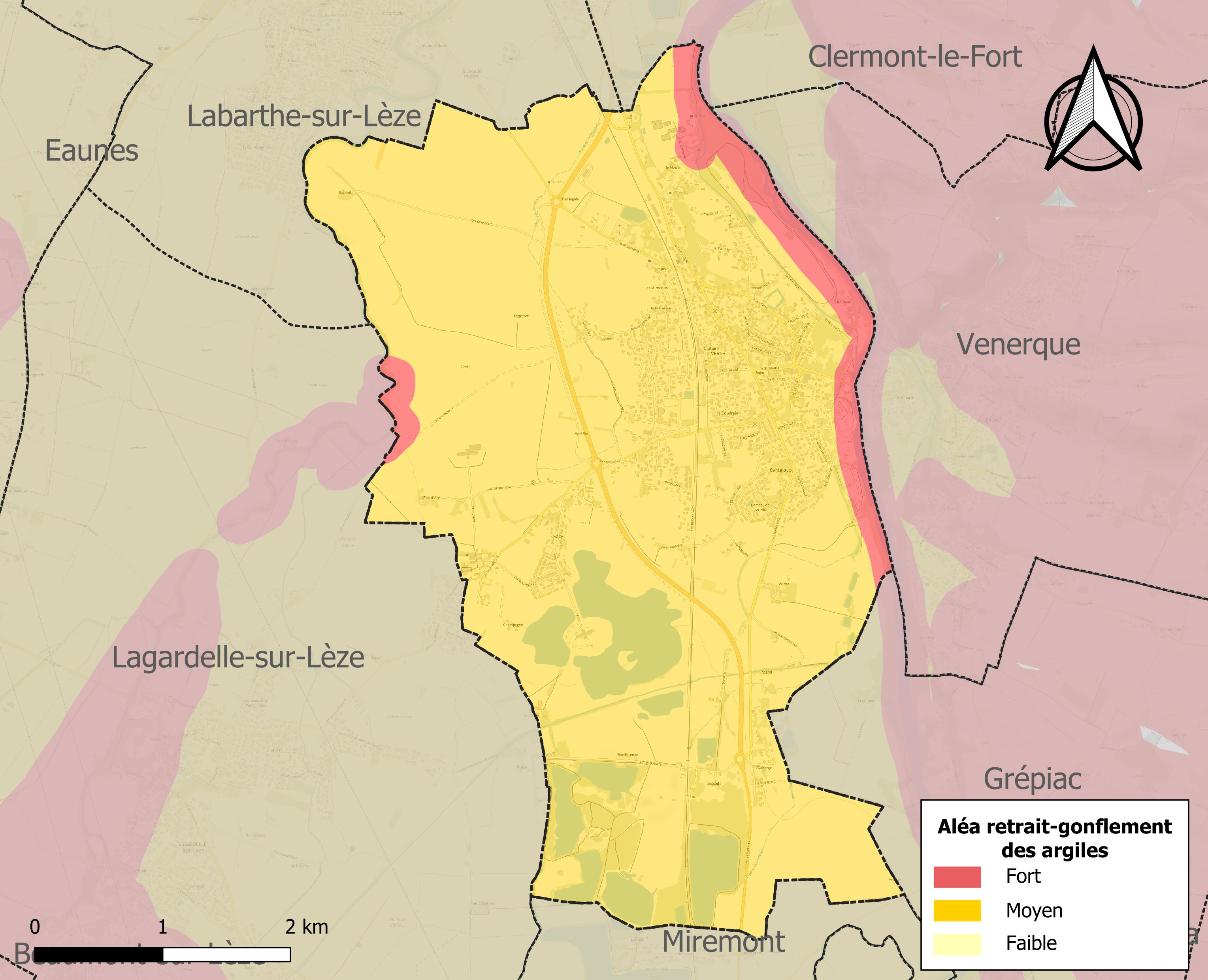
Carte des zones d'aléa retrait-gonflement des sols argileux de Vernet.

La commune est vulnérable au risque de mouvements de terrains constitué principalement du retrait-gonflement des sols argileux. Cet aléa est susceptible d'engendrer des dommages importants aux bâtiments en cas d’alternance de périodes de sécheresse et de pluie. La totalité de la commune est en aléa moyen ou fort (88,8 % au niveau départemental et 48,5 % au niveau national). Sur les 1 124 bâtiments dénombrés sur la commune en 2019, 1 124 sont en aléa moyen ou fort, soit 100 %, à comparer aux 98 % au niveau départemental et 54 % au niveau national. Une cartographie de l'exposition du territoire national au retrait gonflement des sols argileux est disponible sur le site du BRGM,.
Par ailleurs, afin de mieux appréhender le risque d’affaissement de terrain, l'inventaire national des cavités souterraines permet de localiser celles situées sur la commune.
Concernant les mouvements de terrains, la commune a été reconnue en état de catastrophe naturelle au titre des dommages causés par la sécheresse en 1998, 2003 et 2016 et par des mouvements de terrain en 1999.

#### Risques technologiques
La commune est en outre située en aval des barrages de Montbel (Ariège), de Gnioure, de Naguilhes (Ariège), de Laparan (Ariège) et de Soulcem (Ariège). À ce titre elle est susceptible d’être touchée par l’onde de submersion consécutive à la rupture d'un de ces ouvrages.

## Toponymie
En gaulois et en celtique, le vern est à rapprocher de l'arbre nommé actuellement l'aulne. Il s'agit donc d'un lieu où devait pousser cet arbre en quantité.

## Histoire
Un centre émetteur de Saint-Lys radio était présent et fonctionnel sur la commune entre 1948 et 1998,,.

### Héraldique
| Blason du Vernet | Les armes du Vernet se blasonnent ainsi : D'or aux deux bandes d'azur. |

## Politique et administration

### Administration municipale
Le nombre d'habitants au recensement de 2017 étant compris entre 2 500 habitants et 3 499 habitants, le nombre de membres du conseil municipal pour l'élection de 2020 est de vingt trois,.

### Rattachements administratifs et électoraux
Commune faisant partie de la septième circonscription de la Haute-Garonne, de la communauté de communes du Bassin Auterivain et du canton de Portet-sur-Garonne (avant le redécoupage départemental de 2014, Vernet faisait partie de l'ex-canton d'Auterive).

### Liste des maires
| Période                                  | Période      | Identité          | Étiquette | Qualité |
| ---------------------------------------- | ------------ | ----------------- | --------- | --- |
| Les données manquantes sont à compléter. |              |                   |           | |
| 1848                                     | 1866         | Jean-Marie Barthe |           | |
| 1866                                     | 1870         | François Bascou   |           | |
| 1870                                     | 1876         | Joseph Clergue    |           | |
| 1876                                     | 1881         | François Bascou   |           | |
| 1881                                     | 1886         | Antoine Salvy     |           | |
| 1886                                     | 1896         | Joseph Clergue    |           | |
| 1896                                     | 1897         | Justin Grosso     |           | |
| 1897                                     | 1900         | Ernest Mortier    |           | |
| 1900                                     | 1908         | Justin Grosso     |           | |
| 1908                                     | 1929         | Paul Murel        |           | |
| 1929                                     | 1932         | Albert Crabette   |           | |
| 1932                                     | 1944         | Paul Murel        |           | |
| 1944                                     | 1945         | Henri Bove        |           | |
| 1945                                     | 1950         | Paul Murel        |           | |
| 1950                                     | 1962         | Georges Grosso    |           | |
| 1962                                     | 1964         | Laurent Delsol    |           | |
| 1964                                     | juin 1995    | Rémy Balard       | PS        | |
| juin 1995                                | mars 2008    | Jean Bocognani    |           | Maire honoraire                                                                                                |
| mars 2008                                | juillet 2025 | Serge Demange     | DVG       | Retraité de la fonction publique 2e vice-président de la CC du Bassin Auterivain Haut-Garonnais Démissionnaire |

À la suite de la démission de Serge Demange, soupçonné de détournement de bien public, le premier adjoint Bernard Tisseire assure l'intérim jusqu'à l'élection d'un nouveau maire,.

## Population et société

### Démographie
L'évolution du nombre d'habitants est connue à travers les recensements de la population effectués dans la commune depuis 1793. Pour les communes de moins de 10 000 habitants, une enquête de recensement portant sur toute la population est réalisée tous les cinq ans, les populations de référence des années intermédiaires étant quant à elles estimées par interpolation ou extrapolation. Pour la commune, le premier recensement exhaustif entrant dans le cadre du nouveau dispositif a été réalisé en 2008.

En 2022, la commune comptait 3 294 habitants, en évolution de +19,43 % par rapport à 2016 (Haute-Garonne : +8,02 %, France hors Mayotte : +2,11 %).
| 1793 | 1800 | 1806 | 1821 | 1831 | 1836 | 1841 | 1846 | 1851 |
| ---- | ---- | ---- | ---- | ---- | ---- | ---- | ---- | ---- |
| 452  | 330  | 414  | 526  | 554  | 607  | 615  | 628  | 628  |

| 1856 | 1861 | 1866 | 1872 | 1876 | 1881 | 1886 | 1891 | 1896 |
| ---- | ---- | ---- | ---- | ---- | ---- | ---- | ---- | ---- |
| 612  | 626  | 651  | 649  | 602  | 611  | 598  | 580  | 560  |

| 1901 | 1906 | 1911 | 1921 | 1926 | 1931 | 1936 | 1946 | 1954 |
| ---- | ---- | ---- | ---- | ---- | ---- | ---- | ---- | ---- |
| 559  | 548  | 532  | 486  | 485  | 504  | 564  | 573  | 748  |

| 1962 | 1968  | 1975  | 1982  | 1990  | 1999  | 2006  | 2008  | 2013  |
| ---- | ----- | ----- | ----- | ----- | ----- | ----- | ----- | ----- |
| 842  | 1 023 | 1 272 | 1 715 | 2 015 | 1 895 | 2 031 | 2 087 | 2 413 |

| 2018  | 2022  | - | - | - | - | - | - | - |
| ----- | ----- | - | - | - | - | - | - | - |
| 2 985 | 3 294 | - | - | - | - | - | - | - |

| selon la population municipale des années : | 1968 | 1975 | 1982 | 1990 | 1999 | 2006 | 2009 | 2013 |
| Rang de la commune dans le département      | 81   | 76   | 73   | 71   | 87   | 92   | 94   | 89   |
| Nombre de communes du département           | 592  | 582  | 586  | 588  | 588  | 588  | 589  | 589  |

## Économie

### Revenus
En 2018  (données Insee publiées en septembre 2021), la commune compte 1 190 ménages fiscaux, regroupant 3 055 personnes. La médiane du revenu disponible par unité de consommation est de 24 010 € (23 140 € dans le département). 60 % des ménages fiscaux sont imposés (55,3 % dans le département).

### Emploi
|                | 2008  | 2013  | 2018  |
| -------------- | ----- | ----- | ----- |
| Commune        | 5,9 % | 7,3 % | 7,3 % |
| Département    | 7,7 % | 9,6 % | 9,3 % |
| France entière | 8,3 % | 10 %  | 10 %  |

En 2018, la population âgée de 15 à 64 ans s'élève à 1 868 personnes, parmi lesquelles on compte 80,1 % d'actifs (72,8 % ayant un emploi et 7,3 % de chômeurs) et 19,9 % d'inactifs,. Depuis 2008, le taux de chômage communal (au sens du recensement) des 15-64 ans est inférieur à celui de la France et du département.
La commune fait partie de la couronne de l'aire d'attraction de Toulouse, du fait qu'au moins 15 % des actifs travaillent dans le pôle,. Elle compte 455 emplois en 2018, contre 503 en 2013 et 583 en 2008. Le nombre d'actifs ayant un emploi résidant dans la commune est de 1 375, soit un indicateur de concentration d'emploi de 33,1 % et un taux d'activité parmi les 15 ans ou plus de 63,8 %.
Sur ces 1 375 actifs de 15 ans ou plus ayant un emploi, 185 travaillent dans la commune, soit 14 % des habitants. Pour se rendre au travail, 86,5 % des habitants utilisent un véhicule personnel ou de fonction à quatre roues, 6,5 % les transports en commun, 3,8 % s'y rendent en deux-roues, à vélo ou à pied et 3,1 % n'ont pas besoin de transport (travail au domicile).

### Activités hors agriculture

#### Secteurs d'activités
215 établissements sont implantés  à Vernet au 31 décembre 2019. Le tableau ci-dessous en détaille le nombre par secteur d'activité et compare les ratios avec ceux du département,.
| Secteur d'activité                                                                                        | Commune | Commune | Département |
| Secteur d'activité                                                                                        | Nombre  | %       | %           |
| --- | ------- | ------- | ----------- |
| Ensemble                                                                                                  | 215     | 100 %   | (100 %)     |
| Industrie manufacturière, industries extractives et autres                                                | 15      | 7 %     | (5,7 %)     |
| Construction                                                                                              | 36      | 16,7 %  | (12 %)      |
| Commerce de gros et de détail, transports, hébergement et restauration                                    | 53      | 24,7 %  | (25,9 %)    |
| Information et communication                                                                              | 3       | 1,4 %   | (4,1 %)     |
| Activités financières et d'assurance                                                                      | 2       | 0,9 %   | (3,8 %)     |
| Activités immobilières                                                                                    | 11      | 5,1 %   | (4,2 %)     |
| Activités spécialisées, scientifiques et techniques et activités de services administratifs et de soutien | 31      | 14,4 %  | (19,8 %)    |
| Administration publique, enseignement, santé humaine et action sociale                                    | 38      | 17,7 %  | (16,6 %)    |
| Autres activités de services                                                                              | 26      | 12,1 %  | (7,9 %)     |

Le secteur du commerce de gros et de détail, des transports, de l'hébergement et de la restauration est prépondérant sur la commune puisqu'il représente 24,7 % du nombre total d'établissements de la commune (53 sur les 215 entreprises implantées  à Vernet), contre 25,9 % au niveau départemental.

#### Entreprises et commerces
Les trois entreprises ayant leur siège social sur le territoire communal qui génèrent le plus de chiffre d'affaires en 2020 sont : 
- Natur'al, services d'aménagement paysager (180 k€)
- Interdepannage, réparation de produits électroniques grand public (169 k€)
- Industrie Paul Boyé Technologies

L'agriculture basée sur la culture de céréales (maïs, blé...) à encore une place importante mais tendent à diminuer en faveur de zones résidentielles liées à la proximité de l'agglomération toulousaine puisque étant dans son aire urbaine.

### Agriculture
|               | 1988 | 2000 | 2010 | 2020 |
| ------------- | ---- | ---- | ---- | ---- |
| Exploitations | 17   | 10   | 8    | 9    |
| SAU (ha)      | 554  | 507  | 531  | 589  |

La commune est dans « les Vallées », une petite région agricole consacrée à la polyculture sur les plaines et terrasses alluviales qui s’étendent de part et d’autre des sillons marqués par la Garonne et l’Ariège. En 2020, l'orientation technico-économique de l'agriculture  sur la commune est l'exploitation de grandes cultures (hors céréales et oléoprotéagineuses). Neuf exploitations agricoles ayant leur siège dans la commune sont dénombrées lors du recensement agricole de 2020 (17 en 1988). La superficie agricole utilisée est de 589 ha,,.

## Équipements, services et vie locale

### Culture
Une salle des fêtes, et de nombreuses associations y existent.

### Enseignement
Vernet fait partie de l'académie de Toulouse.
L'éducation est assurée sur la commune du Vernet de la crèche, en passant par l'école maternelle et l'école élémentaire, jusqu'au collège Marcel-Doret.
Le collège Marcel-Doret, d'une capacité de 720 élèves (dont 6e,5e,4e,3e) et une centaine d'adultes (professeurs, administration...).

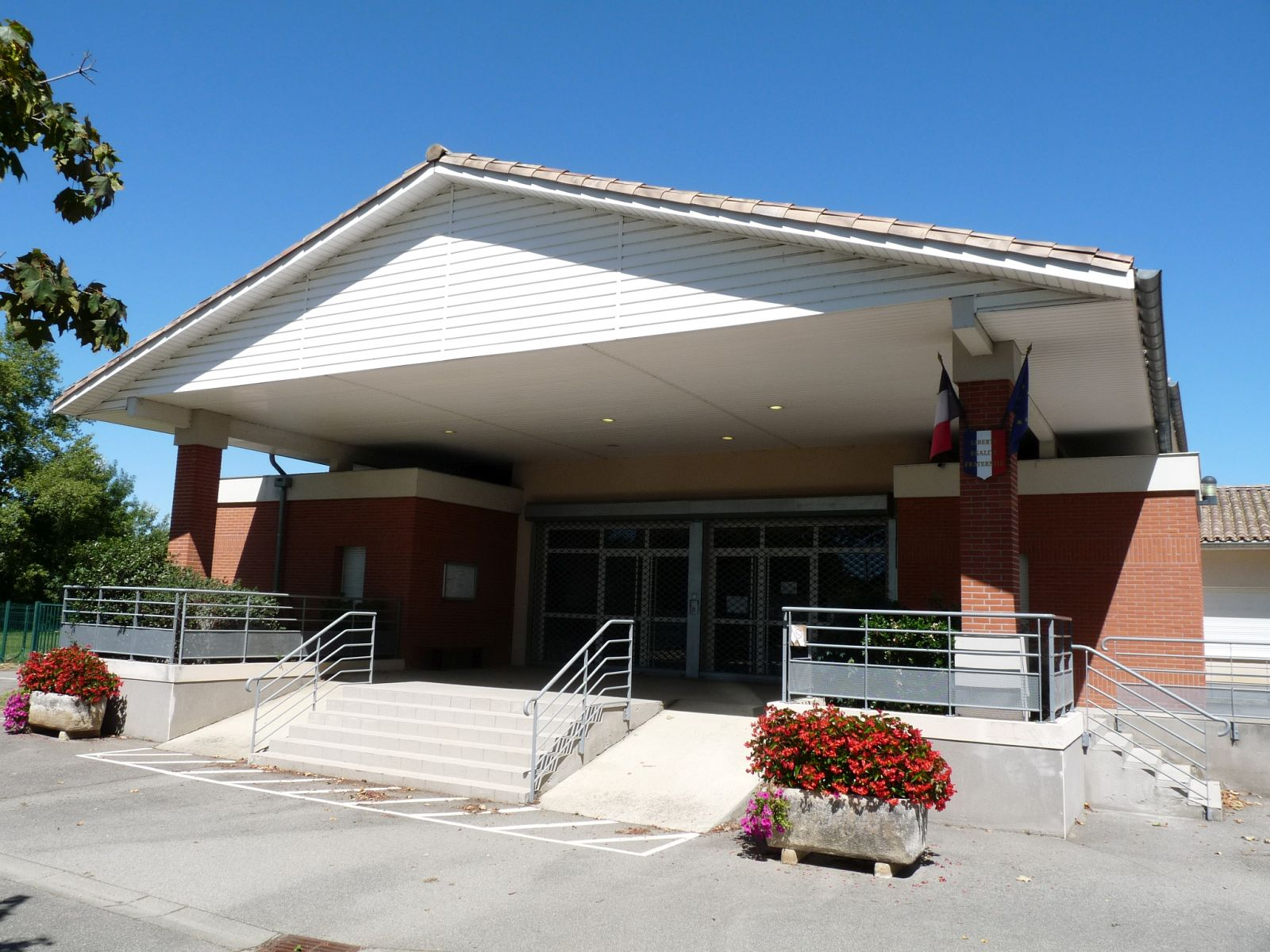
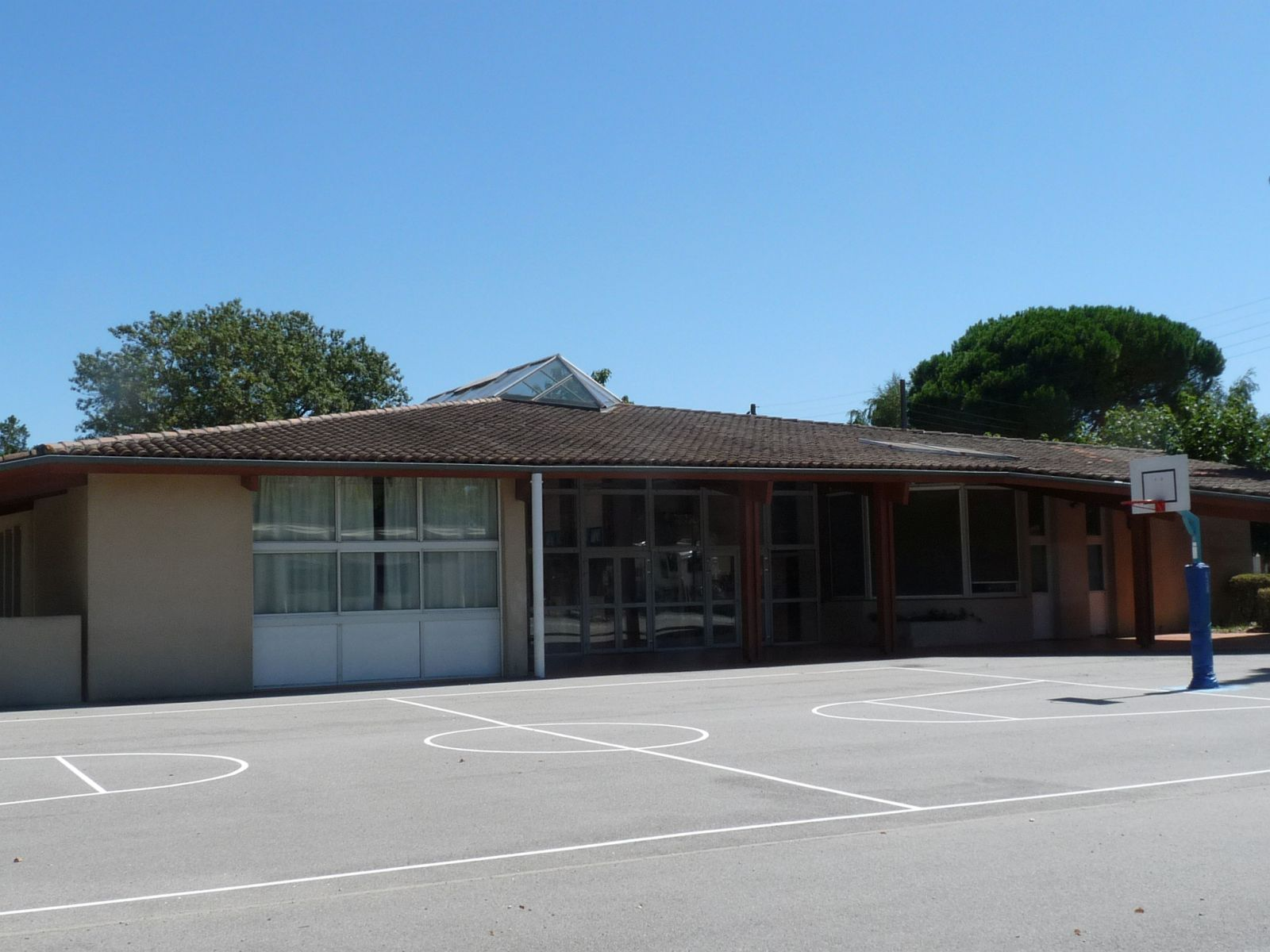
Les écoles

### Activités sportives
On peut y pratiquer le tennis, le football, ainsi que l'équitation, le judo et le karaté.

### Écologie et recyclage
La collecte et le traitement des déchets des ménages et des déchets assimilés ainsi que la protection et la mise en valeur de l'environnement se font par le SMIVOM de la Mouillonne.

## Culture locale et patrimoine

### Lieux et monuments
- L'église paroissiale Saint-Luperce
- L'ancien moulin à blé, situé au nord de la commune au lieu-dit du même nom et alimenté par une dérivation de l'Ariège, a été construit par Étienne de Bertier, seigneur du Vernet, au XVIIe siècle. Il est inscrit monument historique depuis 1988[62].
- Réserve naturelle régionale Confluence Garonne-Ariège

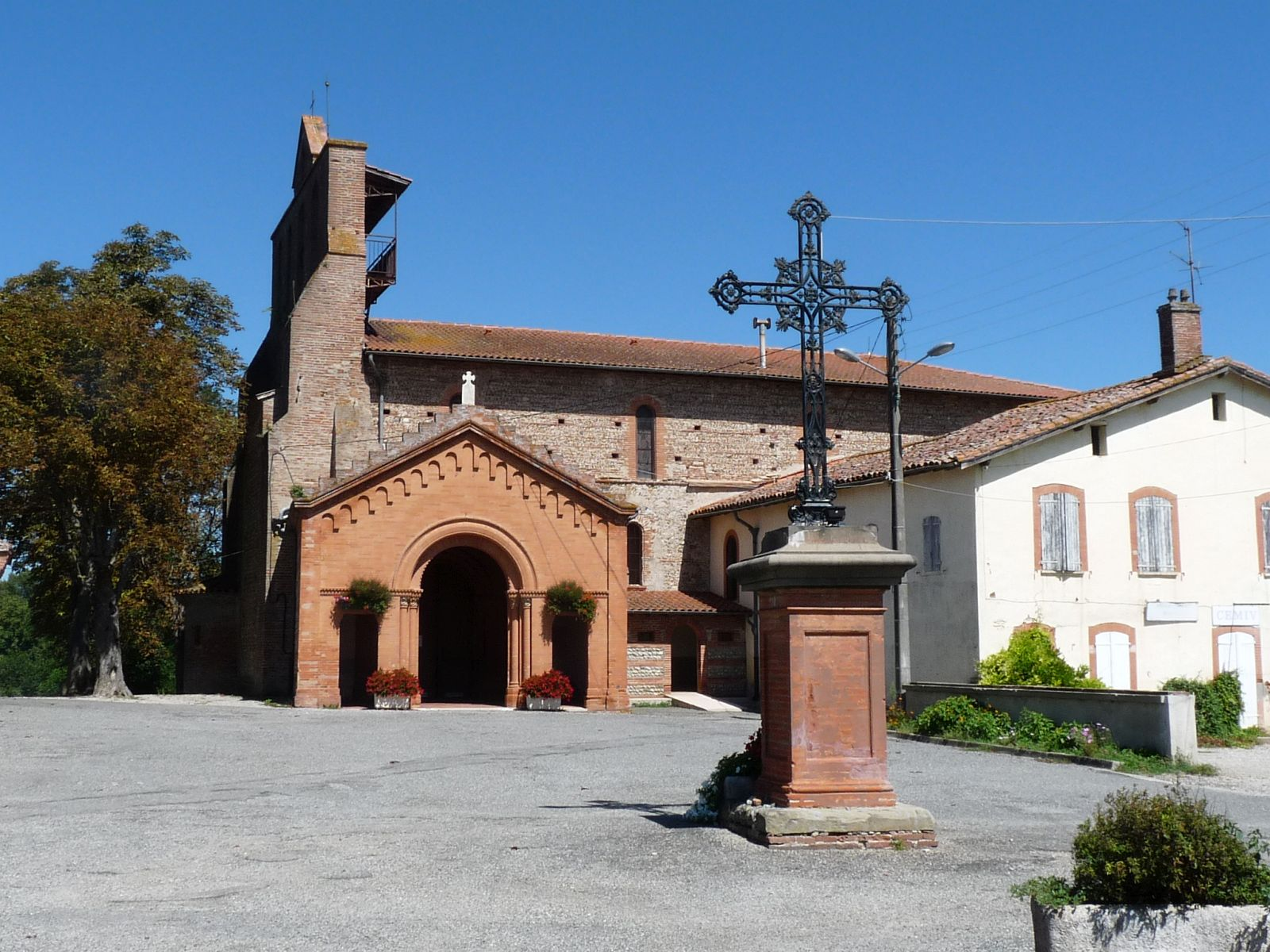
L'église Saint-Luperce et la croix
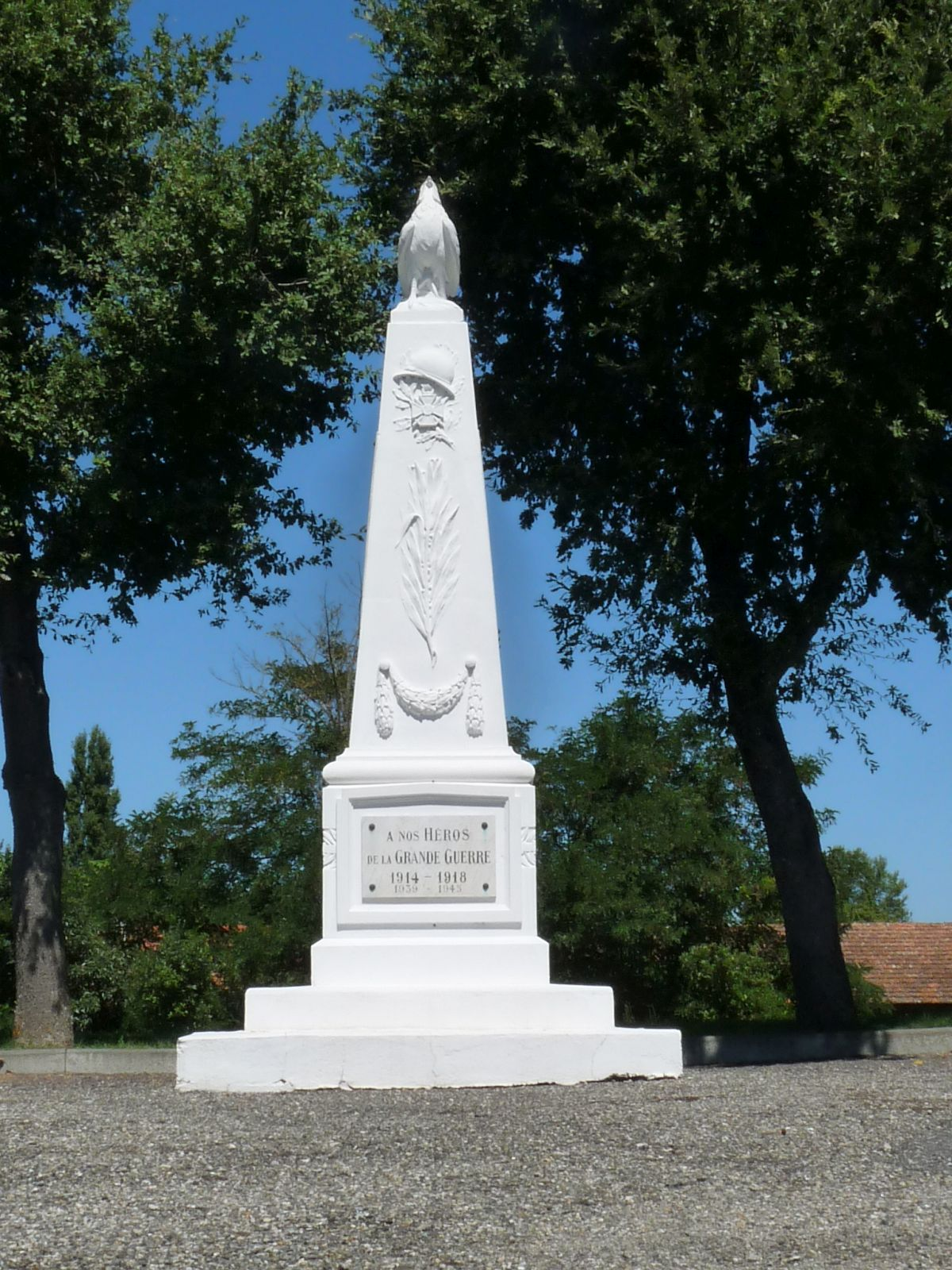
Le monument aux morts

### Personnalités liées à la commune
- Marcel Doret (1896-1955), pilote d'essais de la marque Dewoitine, qui a fait voler et a participé à la mise au point du fameux D520 lors de la Seconde Guerre mondiale. Il s'agit du seul avion de chasse français crédible engagé contre les Allemands. Toutefois c'est sur le chasseur américain Curtiss H.75 Hawk que les pilotes français obtiendront le plus de succès. Il fut aussi un grand résistant et il créa un groupe de chasse en 1944 à Toulouse.

## Pour approfondir